# Стјепан Ђурековић
Стјепан Ђурековић (Буковац, 8. август 1926 — Волфратсхаузен, 28. јул 1983) био је хрватски политички дисидент и бизнисмен кога је убила Управа државне безбедности Југославије (УДБА) у Западној Немачкој 1983. године. Претходно је био генерални директор државне нафтне компаније ИНА. Током 1982. пребегао је у Западну Њемачку и постао активан у хрватским емигрантским круговима супротстављеним Југославији.

## Младост
Ђурековић је рођен у Буковцу код Петроварадина. Током Другог светског рата избегавао је службу у оружаним снагама Независне Државе Хрватске да би се придружио партизанима.

## Пословна каријера у ФПР/СФР Југославији
Након рата дошао је до позиције у ИНИ.

## Пресељење у Западну Немачку
Након сукоба с владом, 1982. године пребегао је у Западну Немачку где се укључио у Хрватски национални одбор, усташку организацију. Заједно са Иваном Ботићем објавио је Југославију у кризи, у којој су њих двоје тврдили да велика стопа инфлације у Југославији и незапосленост резултирају експлоатацијом хрватских ресурса.

### Атентат
Ђурековића су у Волфратсхаузену у Западној Немачкој убили агенти УДБЕ 1983. године у операцији Дунав. Ђурековићеви посмртни остаци су поново сахрањени на загребачком гробљу Мирогој 1999.
Немачка је 2005. године расписала налог за хапшење Јосипа Перковића због његове умешаности у атентат. Крунославу Пратесу суђено је и по оптужбама за злочин.
Немачки суд који је судио Пратесу запретио је да ће предузети мере против хрватских званичника који су ометали сведочење на суђењу, укључујући хрватског председника Стјепана Месића. Крунослав Пратес је 2008. године осуђен на доживотну робију због своје улоге у атентату.
Немачка Савезна канцеларија криминалистичке полиције расписала је 2009. године потернице за Здравком Мустачем, Иваном Цетинићем, Иваном Ласићем и Борисом Брнелићем због умешаности у убиство као припадника УДБЕ. Немачка полиција је у октобру 2009. ухапсила Луку Секулу, Хрвата са шведским држављанством, због учешћа у убиству.
Јосип Перковић је 1. јануара 2014. ухапшен у Загребу. Суђење му је почело у Немачкој средином 2014. године. Августа 2016. године, и Перковић и Здравко Мустач су првостепеном пресудом проглашени кривима и осуђени на доживотни затвор због помагања у убиству Ђурековића.

## Дела
- Ja, Josip Broz-Tito: roman, 1982.
- Kako Jugoslavija pljačka Hrvatsku, poslije 1982.
- Komunizam: velika prevara, 1982.
- Sinovi orla = Bijt’ e Shqiponjës: roman, 1982.
- Slom ideala: (ispovijed Titovog ministra): roman, 1982., New York, 1983.
- Crveni menageri, Washington, 1983.
- Yugoslavia in crisis: the political and economic dimensions, New York, 1983. (suautor Ivan Botić)
- Yugoslavia’s energy crisis, 1983.